# 弗拉基米尔·普里什克维奇

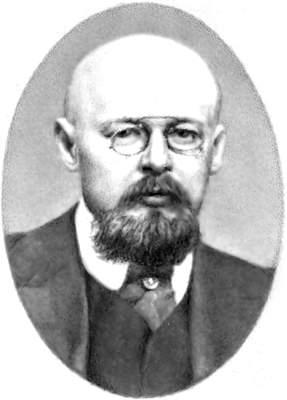
弗拉基米爾·普利希克維奇

弗拉基米爾·米特羅凡諾維奇·普里什克維奇（羅馬化：Vladimir Mitrofanovich Purishkevich；1870年8月24日—1920年2月1日），俄羅斯帝國比薩拉比亞貧寒貴族，帝俄政治人物。生於奇西瑙，敖德薩大學哲學學士，曾任多次帝國杜馬議員，主張反猶太主義。
1916年，當時尼古拉二世的國師，顛僧拉斯普京擾亂朝政，為了帝俄的安定，普利希克維奇曾與德米特里·巴甫洛维奇大公、費利克斯·尤蘇波夫親王合謀在尤苏波夫宫將拉斯普京暗殺，他們費了一番功夫，拉斯普京喫了毒藥、頭被鈍器擊傷、身負槍傷，都未能讓拉斯普京死亡，最後黨人們把拉斯普京溺死。
1917年，十月革命後，普利希克維奇開始反共，曾一度被禁錮。又多次作為白軍的領導人與苏俄紅軍對抗。1920年因傷寒病故。